# Sázava, Benešov
Sázava là một thị trấn thuộc huyện Benešov, vùng Středočeský, Cộng hòa Séc.